# Teo Quintero
Teo Quintero León (Barcellona, 22 marzo 1999) è un calciatore venezuelano, difensore o centrocampista dello Sparta Rotterdam.

## Biografia
È nato in Spagna da genitori venezuelani.

## Carriera

### Club
Quintero è cresciuto nei settori giovanili di Damm e Girona ed ha iniziato la sua carriera calcistica nel 2018 con la maglia del Peralada in Segunda División B. Dal 2019 al 2021 ha giocato per due stagioni all'Hércules mentre nella stagione successiva ha militato nel Sabadell, sempre in terza divisione.
Il 5 luglio 2022 si è trasferito in Belgio al Deinze, club di seconda divisione, dove ha trovato una maglia da titolare ed ha iniziato a trovare con più continuità la via del gol, mettendone a segno 11 in 58 incontri disputati. Rimasto svincolato al termine della stagione 2023-2024, il 1º luglio ha firmato un contratto triennale con lo Sparta Rotterdam, club della prima divisione olandese.

### Nazionale
Nel settembre del 2022 ha ricevuto la prima convocazione da parte della nazionale venezuelana per due amichevoli contro Islanda ed Emirati Arabi Uniti, senza però scendere in campo.

## Statistiche

### Presenze e reti nei club
Statistiche aggiornate al 14 ottobre 2024
| Stagione        | Squadra          | Campionato      | Campionato | Campionato | Coppe nazionali | Coppe nazionali | Coppe nazionali | Coppe continentali | Coppe continentali | Coppe continentali | Altre coppe | Altre coppe | Altre coppe | Totale | Totale | Totale |
| Stagione        | Squadra          | Comp            | Pres       | Reti       | Comp            | Pres            | Reti            | Comp               | Pres               | Reti               | Comp        | Pres        | Reti        | Pres   | Reti   |        |
| --------------- | ---------------- | --------------- | ---------- | ---------- | --------------- | --------------- | --------------- | ------------------ | ------------------ | ------------------ | ----------- | ----------- | ----------- | ------ | ------ | ------ |
| 2018-2019       | Peralada         | SDB             | 21         | 0          | CR              | 0               | 0               | -                  | -                  | -                  | -           | -           | -           | 21     | 0      |        |
| 2019-2020       | Hércules         | SDB             | 10         | 0          | CR              | 1               | 0               | -                  | -                  | -                  | -           | -           | -           | 11     | 0      |        |
| 2020-2021       | Hércules         | SDB             | 10         | 0          | CR              | 0               | 0               | -                  | -                  | -                  | -           | -           | -           | 10     | 0      |        |
| 2021-2022       | Sabadell         | PDR             | 13         | 1          | CR              | 1               | 0               | -                  | -                  | -                  | -           | -           | -           | 14     | 1      |        |
| 2022-2023       | Deinze           | D2              | 22         | 3          | CB              | 2               | 1               | -                  | -                  | -                  | -           | -           | -           | 24     | 4      |        |
| 2023-2024       | Deinze           | D2              | 33         | 6          | CB              | 1               | 1               | -                  | -                  | -                  | -           | -           | -           | 34     | 7      |        |
| 2024-2025       | Sparta Rotterdam | ED              | 4          | 1          | CO              | 0               | 0               | -                  | -                  | -                  | -           | -           | -           | 4      | 1      |        |
| Totale carriera | Totale carriera  | Totale carriera | 113        | 11         |                 | 5               | 2               |                    | -                  | -                  |             | -           | -           | 118    | 13     |        |